# IJweg
De IJweg is een bij de aanleg van de Haarlemmermeerpolder aangelegde hoofdweg en vormt tezamen met de Aalsmeerderweg, Sloterweg, Hoofdvaart en de Spieringweg een van de vijf ontginningsassen van de polder.
De IJweg ligt loodrecht op de Kruisweg. De weg liep oorspronkelijk van de Ringvaartdijk in Zwanenburg naar de resten van een landtong in Lisserbroek. Door de aanleg van de Polderbaan van Luchthaven Schiphol is de weg in tweeën gedeeld. Ook is de weg in de bebouwde kom van Hoofddorp en Nieuw-Vennep niet meer geschikt voor doorgaand verkeer. Het deel tussen de bebouwde kom van Zwanenburg en de N232 (Schipholweg) gaat als N519 door het leven.
Waar de IJweg een coupure (acces) maakte in de Geniedijk, is op de dijk een kleine versterking gemaakt als onderdeel van de Stelling van Amsterdam: de Batterij aan de IJweg.
De IJweg werd in de eerste helft van de twintigste eeuw bediend door een spoorweghalte: Stopplaats IJweg.